# San Gaspar Yagalaxi
San Gaspar Yagalaxi är en ort i Mexiko.   Den ligger i kommunen Ixtlán de Juárez och delstaten Oaxaca, i den sydöstra delen av landet, 400 km sydost om huvudstaden Mexico City. San Gaspar Yagalaxi ligger 668 meter över havet och antalet invånare är 442.
Terrängen runt San Gaspar Yagalaxi är bergig söderut, men norrut är den kuperad. Runt San Gaspar Yagalaxi är det glesbefolkat, med 15 invånare per kvadratkilometer. Närmaste större samhälle är San Pedro Ozumacín, 10,6 km norr om San Gaspar Yagalaxi. I omgivningarna runt San Gaspar Yagalaxi växer i huvudsak städsegrön lövskog.